# Французская сервировка
Францу́зская сервиро́вка (фр. service à la française) — способ подачи блюд, при котором все блюда ставились на стол сразу.
Этот способ сервировки был распространён при французском королевском дворе. Члены королевской семьи часто обедали прилюдно, на виду у посетителей, которые наблюдали за обедом с галереи. Каждая перемена блюд объявлялась гофмейстерами. Разнообразие и количество изысканных блюд, одновременно стоящих на столе, производило сильное впечатление. Это была демонстрация богатства и мощи короля.
Французская сервировка позволяла обедающим самим накладывать себе понравившееся блюдо. Однако, если размеры кухни и количество прислуги были недостаточны для обслуживания большого количества гостей, становилось невозможным поддерживать все блюда горячими и готовыми к употреблению. С середины XIX века повсеместно распространилась русская сервировка — способ подачи блюд, при котором они подаются на стол по одному, будучи уже разложенными на тарелки, в порядке их появления в меню.
Французская сервировка вела своё происхождение из средневекового способа подачи еды, напоминающего современный фуршет: блюда выставлялись на стол одновременно. Практика французского королевского двора, скопированная другими монархиями Европы, модифицировала средневековые обычаи, и при Людовике XIV появился так называемый фр. le grand couvert: три подачи (первое, второе и десерт). На важном обеде первые блюда включали выбор из четырёх супов, четырёх закусок, двух рыбных блюд, четырёх мясных блюд, двенадцати гарниров и четырёх холодных блюд. Вторая подача включала выбор жаркого и лёгкие блюда. Десерт часто сервировался в другом зале и состоял из фруктов, сыров и сладостей .